# Ryan Guzman

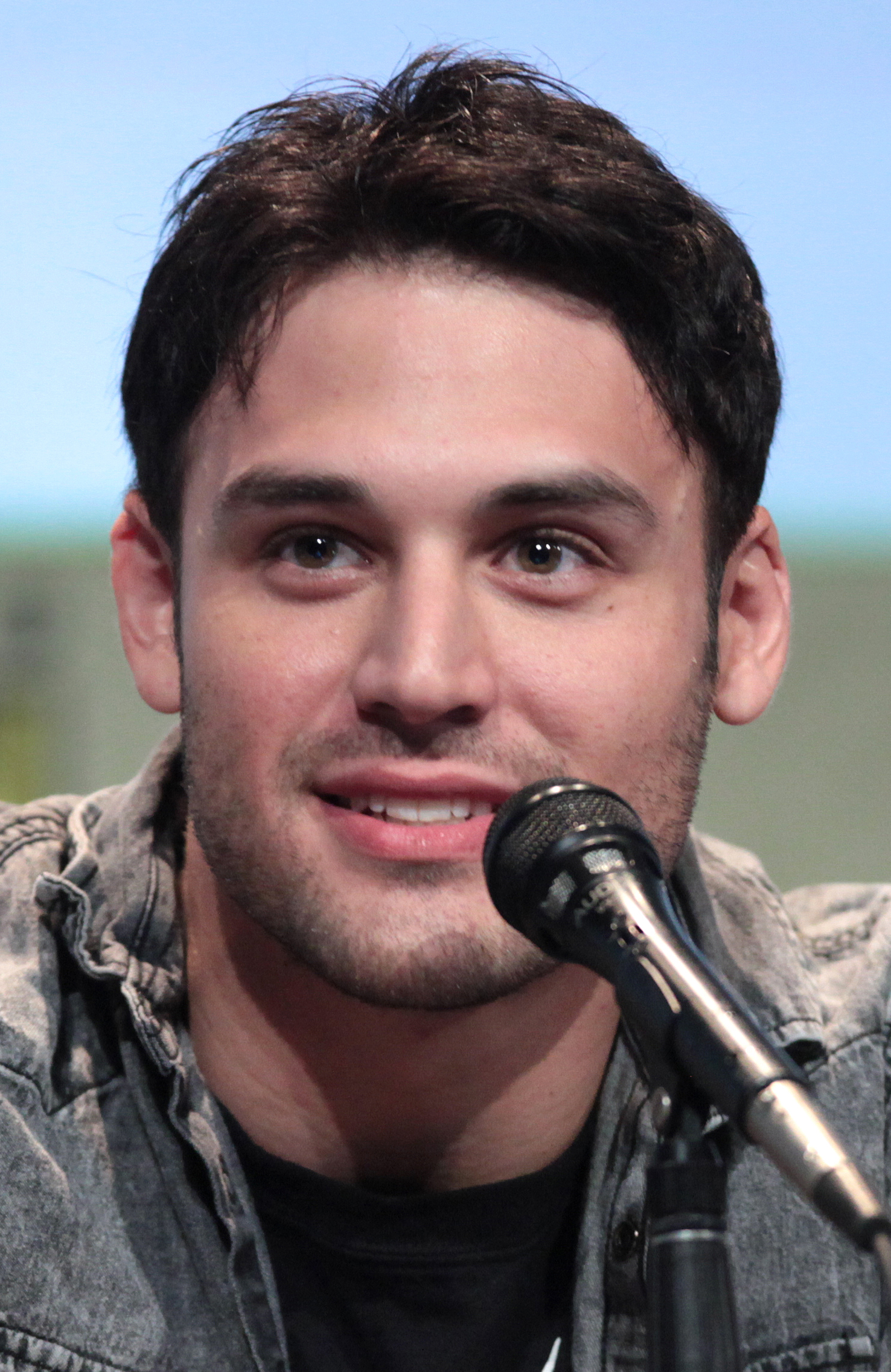
Ryan Guzman auf der Comic-Con (2015)

Ryan Anthony Guzman (* 21. September 1987 in Abilene, Texas) ist ein US-amerikanischer Schauspieler.

## Leben
Ryan Guzman wurde als Sohn eines Mexikaners und einer US-Amerikanerin europäischer Abstammung geboren. In seiner Jugend zog er in die Heimatstadt seiner Mutter, Sacramento, Kalifornien. Er besuchte das „Sierra College“ in Rocklin.
Guzman war von 2018 bis 2023 mit der brasilianischen Schauspielerin Chrysti Ane zusammen. Im Januar 2019 wurden die beiden Eltern eines Sohnes, und im Januar 2021 kam ihre Tochter zur Welt.

## Karriere
Bis 2012 verdiente Guzman als Model Geld, ehe er 2012 in dem in 3D gedrehten Tanzfilm Step Up: Miami Heat neben Kathryn McCormick die Hauptrolle verkörperte. Es folgten weitere Filme, u. a. die Komödie Ladies’ Man: A Made Movie und das Drama Beyond Paradise.
Von Juni 2013 bis Januar 2014 spielte Guzman in neun Folgen die Nebenrolle des Jake in der Serie Pretty Little Liars. Außerdem stand er 2015 für den Thriller The Boy Next Door vor der Kamera. In dem von Jason Blum produzierten Film spielt Guzman einen bedrohlichen Jugendlichen, der eine Affäre mit seiner Lehrerin aus der Nachbarschaft beginnt, dargestellt von Jennifer Lopez. Der Film wurde im Januar 2015 in den US-Kinos und in Deutschland im März 2015 veröffentlicht.
Von September 2015 bis Januar 2016 spielte Guzman in der Miniserie Heroes Reborn den ehemaligen Soldaten Carlos Gutierrez. 2016 hatte er eine Hauptrolle in der kurzlebigen Fernsehserie Notorious inne.
Seit September 2018 verkörpert Guzman den Feuerwehrmann Eddie Diaz in der Fox-Fernsehserie 9-1-1: Notruf L.A. Diese Rolle spielt er auch in einer Folge des Spin-Offs 9-1-1: Lone Star.

## Filmografie (Auswahl)
- 2012: Step Up: Miami Heat (Step Up Revolution)
- 2012: Cameras (Fernsehserie, 1 Folge)
- 2013: Ladies’ Man: A Made Movie
- 2013–2014: Pretty Little Liars (Fernsehserie, 9 Folgen)
- 2014: There’s Always Woodstock
- 2014: April Rain
- 2014: Step Up: All In
- 2015: The Boy Next Door
- 2015: Jem and the Holograms
- 2015–2016: Heroes Reborn (Fernsehserie, 13 Folgen)
- 2016: Beyond Paradise
- 2016: That’s What I’m Talking About
- 2016: Everybody Wants Some!!
- 2016: Notorious (Fernsehserie, 10 Folgen)
- 2018: Backtrace
- seit 2018: 9-1-1: Notruf L.A. (9-1-1, Fernsehserie)
- 2019: The Cleansing Hour
- 2021: 9-1-1: Lone Star (Fernsehserie, Episode 2x03)
- 2024: The Present